# Миловидов, Вадим Сергеевич
Вадим Сергеевич Миловидов (1926—2001) — гвардии сержант Советской Армии, участник Великой Отечественной войны, Герой Советского Союза (1945).

## Биография
Вадим Миловидов родился 20 марта 1926 года в селе Новосёлки (ныне — Комсомольский район Ивановской области). Проживал и работал сначала в посёлке Марково-Сборное, затем в Иваново. Окончил семь классов школы. В августе 1943 года Миловидов был призван на службу в Рабоче-крестьянскую Красную Армию. Окончил курсы радистов-пулемётчиков. С августа 1944 года — на фронтах Великой Отечественной войны, был радистом танка «Т-34» 21-й гвардейской танковой бригады 5-го гвардейского танкового корпуса 2-го Украинского фронта. Отличился во время Ясско-Кишинёвской операции.
26 августа 1944 года Миловидов участвовал в боях под городом Фокшаны. Его экипаж успешно захватил мост через реку Сирет, не дав противнику подорвать его, и успешно удержал его до подхода основных сил. За этот бой Миловидов и его боевые товарищи — командир орудия сержант Василий Руднев и механик-водитель старшина Павел Мурашов — были представлены к званиям Героев Советского Союза.
Указом Президиума Верховного Совета СССР от 24 марта 1945 года за «образцовое выполнение заданий командования и проявленные мужество и героизм в боях с немецкими захватчиками» сержант Владимир Миловидов был удостоен высокого звания Героя Советского Союза с вручением ордена Ленина и медали «Золотая Звезда».

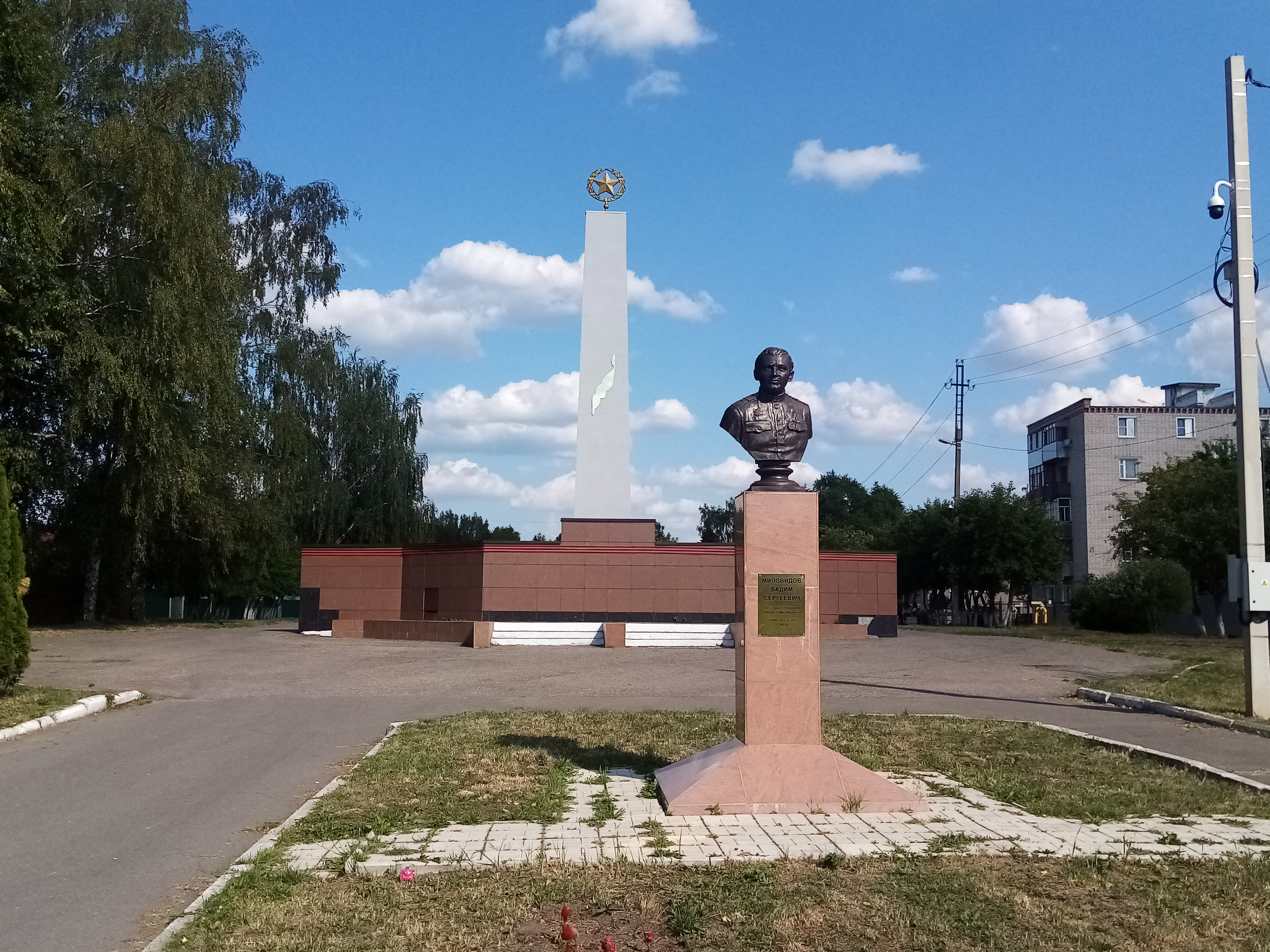
Бюст В. С. Миловидова в Комсомольске

В последующих боях был контужен. Участвовал в советско-японской войне. В 1951 году был демобилизован. Проживал на родине, работал на торфопредприятии, в колхозе, совхозе. Участвовал в освоении целины. Позднее вернулся в Комсомольск, активно занимался общественной деятельностью. Умер 1 декабря 2001 года, похоронен в Комсомольске.
Почётный гражданин Комсомольска. Был также награждён орденами Отечественной войны 1-й степени и Трудового Красного Знамени, рядом медалей.
Мемориальная доска в память о Миловидове установлена Российским военно-историческим обществом на школе № 39 города Иваново, где он учился, на доме в г. Комсомольске, в котором он жил.